# Return (álbum de iKon)
Return é o segundo álbum de estúdio do grupo masculino sul-coreano iKON. Foi lançado em 25 de janeiro de 2018. A produção do álbum foi feita pelo líder do iKON B.I e pelos produtores da YG. O primeiro single do álbum, "Love Scenario", foi lançado junto ao álbum.

## Preparações
Depois de lançar seu álbum de estreia Welcome Back em 2015, o grupo esteve em várias turnês por dois anos, embarcando em sua primeira turnê pela ásia e duas turnês japonesas, incluindo sua turnê no Japan Dome, o grupo reuniu mais de 800.000 fãs dessas turnês, quebrando vários recordes para artistas novatos, inclusive sendo o grupo mais rápido a fazer um show no Japão desde a estreia. Durante a turnê, o grupo lançou dois singles, "WYD?" e "New Kids: Begin".
Desde setembro de 2017, o iKON já tinha filmado novos videoclipes, Yang Hyun-suk compartilhou um vídeo do videoclipe do grupo em sua conta pessoal de mídia social em 20 de setembro. no mês seguinte, os membros declararam que estavam trabalhando nas músicas e que as lançarão. Em dezembro, a YG Entertainment anunciou que o grupo faria seu retorno em Janeiro de 2018, e Yang compartilhou outro teaser da filmagem do videoclipe através de suas mídias sociais. Em 6 de janeiro, o iKON lançou um teaser, com o título do álbum Return, marcando o primeiro álbum de estúdio do grupo em 2 anos e um mês desde seu primeiro álbum oficial Welcome Back. O filme foi dirigido pela VM Project Architecture, e incluiu um monólogo do membro do iKON  Bobby.O filme foi dirigido pela VM Project Architecture, e incluiu um monólogo do membro do iKON, Bobby. O iKON disse que escolheu esse nome para o álbum porque transmite a sensação de olhar para seu ponto inicial e para suas intenções iniciais. Em 12 de Janeiro, a YG Entertainment revelou o primeiro pôster com a data oficial de lançamento através do seu blog oficial, com a data sendo dia 25 de Janeiro. No dia seguinte, eles anunciaram o primeiro single "Love Scenario". Mais tarde, a lista de músicas foi revelada, contendo oito novas faixas com quatro versões coreanas de músicas lançadas anteriormente no Japão. B.I foi creditado como compositor e letrista em todas as 12 músicas, com outros artistas e produtores da YG que trabalharam no álbum, incluindo Psy, Tablo, Choice37, Teddy Park, Bekuh BOOM, Millennium, Yoo Gun-hyung e outros.

## Lançamento e promoções
O álbum foi disponibilizado para pré-encomendas em 18 de janeiro. O álbum foi disponibilizado em grandes plataformas de streaming em 25 de janeiro, enquanto o lançamento físico ocorreu em 26 de janeiro. O álbum tem duas versões diferentes, Vermelho e Preto, com um álbum fotográfico de 120 páginas, 8 cartões postais, cartões fotográficos, cartões com selfie e filmes fotográficos, enquanto quantidades limitadas produzidas na produção inicial incluíam um pôster.
O iKON realizou uma transmissão ao vivo pela Naver V Live, 19 horas antes do lançamento de seu novo álbum, com o número de espectadores ultrapassando 200,000. O grupo também foi convidado para participar do Knowing Bros da JTBC e no Weekly Idol da MBC Every 1 para promover o álbum. O iKON se apresentou com "Love Scenario" pela primeira vez no Show! Music Core da MBC TV em 27 de Janeiro. O grupo realizou uma série de eventos de autógrafos com os fãs na Coreia do Sul para promover o álbum. Eles também anunciaram seu primeiro encontro de fãs na Coréia do Sul, sob o Private Stage da YG, uma nova marca que visa performances de alta qualidade baseadas na comunicação entre artistas e fãs. A reunião com os fãs foi realizada no dia 11 de março no Olympic Hall.
O grupo gravou o seu próprio reality show pela primeira vez desde sua estréia, intitulado "iKON TV", que mostra histórias de bastidores dos membros.

## Recepção critica
| Críticas profissionais | Críticas profissionais |
| Avaliações da crítica  | Avaliações da crítica  |
| Fonte                  | Avaliação              |
| ---------------------- | ---------------------- |
| IZM                    | 3 de 5 estrelas.       |
| The Star               | 7 de 10 estrelas.      |

A Billboard elogiou a música-título "Love Scenario", dizendo que: "Love Scenario é guiada por uma suave batida ao estilo cowbell e com vocais bamboleantes. A música transmite uma reação suave, mas relativamente otimista, à separação, com uma melodia tortuosa que guia a rítmica da música. É mais emocional do que os seus singles mais recentes, e serve como uma sútil mudança direcional e um amadurecimento para o iKON." "Love Scenario" também foi escolhida como Best of the Week da Apple Music.
Chester Chin, da The Star elogiou a diversidade do álbum, dizendo que a "nova direção musical acrescenta outra dimensão ao talento artístico do iKON", e percebe como a direção da música mudou de um som "alto e agressivo" para "mais atenuado e pop com alguns estilos de hip-hop e soft rock."

## Desempenho comercial
Na Coreia do Sul, Return estreou em 2º lugar no Gaon Album Chart. No Japão, com dois dias de vendas, a versão coreana do álbum estreou em 4º lugar na parada digital semanal da Oricon, vendendo 1,500. Na semana seguinte, caiu para o 20º lugar e vendeu 510 cópias. O álbum estreou em 12º lugar na parada semanal física, vendendo 5,442. Na Billboard Japan, o álbum ficou em 5º no "Top download albums" e em 23º em "Hot albums". Nos Estados Unidos, o álbum ficou em 4º na "Billboard World Albums" e em 12º na "Top Heatseekers".
Após seu lançamento, "Love Scenario" ficou em primeiro lugar na parada de tempo real da China QQ Music. A música também entrou no top 10 da parada semanal da QQ Music. Na Coreia do Sul, a música estreou 12º lugar no Gaon Weekly Chart. Ela liderou a parada por seis semanas, o primeiro artista a atingir esse marco.

## Lista de músicas
| N.º | Título                                           | Letras               | Música                       | Arranjo           | Duração |  |
| 1.  | "Love Scenario" (사랑을 했다; Sarang-eul haetda) | B.I Bobby Mot Mal    | B.I Millennium Seung         | Millennium        | 3:29    |  |
| 2.  | "Beautiful"                                      | B.I Bobby Teddy Park | Choice37 B.I Teddy           | Choice37 Teddy    | 3:15    |  |
| 3.  | "One and Only" (B.I solo; 돗대; Dotdae)          | B.I                  | Choice37 B.I                 | Choice37          | 3:26    |  |
| 4.  | "Jerk" (나쁜놈; nappeunnom)                      | B.I Bobby            | B.I Kang Uk-Jin              | Kang Uk-Jin       | 3:43    |  |
| 5.  | "Best Friend"                                    | B.I Lee Jung Hyun    | Future Bounce Bekuh BOOM B.I | Future Bounce     | 3:50    |  |
| 6.  | "Everything"                                     | B.I Bobby Psy        | Psy Yoo Gun-hyung B.I        | Psy Yoo Gun-hyung |         |  |
| 7.  | "Hug Me" (안아보자; an-aboja)                    | B.I Bobby            | B.I Tablo                    | Tablo             | 3:36    |  |
| 8.  | "Don't Forget" (잊지마요; ij-jimayo)             | B.I Bobby Kim Joon   | B.I Kang Uk-jin Diggy        | Kang Uk-jin Diggy | 4:13    |  |

| Faixas bônus   |                                                               |                      |                            |                |         |  |
| N.º            | Título                                                        | Letras               | Música                     | Arranjo        | Duração |  |
| 9.             | "Sinosijak" (시노시작; sino sijag)                            | B.I Bobby            | B.I Kang Uk-jin            | Kang Uk-jin    | 3:08    |  |
| 10.            | "Love Me" (나를 사랑하지 않나요?; nareul saranghaji anhnayo?) | B.I Bobby Kush Ju-ne | Choice37 B.I Kush Ju-ne    | Choice37       | 3:28    |  |
| 11.            | "Just Go"                                                     | B.I                  | Kang Uk-jin B.I            | Kang Uk-jin    | 3:36    |  |
| 12.            | "Long Time No See"                                            | B.I Bobby            | B.I Choice37 Lydia Taeyang | Choice37       | 3:26    |  |
| Duração total: | Duração total:                                                | Duração total:       | Duração total:             | Duração total: | 42:51   |  |

## Paradas musicais
| Parada (2018)                           | Posição |
| --------------------------------------- | ------- |
| French Download Albums (SNEP)           | 117     |
| Japan Digital Albums (Oricon)           | 4       |
| Japan Weekly Albums (Oricon)            | 12      |
| Japan Download Albums (Billboard Japan) | 5       |
| Japan Hot Albums (Billboard Japan)      | 23      |
| South Korean Albums (Gaon)              | 2       |
| US Top Heatseekers (Billboard)          | 9       |
| US World Albums (Billboard)             | 4       |

| Parada (2018)              | Posição |
| -------------------------- | ------- |
| South Korean Albums (Gaon) | 45      |

## Histórico de lançamento
| País          | Data                  | Gravadora(s)                  | Formato          | Ref.   |
| ------------- | --------------------- | ----------------------------- | ---------------- | ------ |
| Vários        | 25 de janeiro de 2018 | YG Entertainment, Genie Music | Download digital | [ 12 ] |
| Coreia do Sul | 26 de janeiro de 2018 | YG Entertainment, Genie Music | CD               | [ 12 ] |
| Japão         | 27 de janeiro de 2018 | YGEX                          | Download digital | [ 37 ] |
| Japão         | 14 de março de 2018   | YGEX                          | CD, DVD          | [ 38 ] |

## Prêmios e indicações

### MBC Plus X Genie Music Awards
| Edição | Ano  | Destinatário | Prêmio                    | Resultado | Ref.   |
| ------ | ---- | ------------ | ------------------------- | --------- | ------ |
| 1ª     | 2018 | Return       | Digital Album of the Year | Indicado  | [ 39 ] |

### Melon Music Awards
| Edição | Ano  | Destinatário | Prêmio            | Resultado | Ref.   |
| ------ | ---- | ------------ | ----------------- | --------- | ------ |
| 10ª    | 2018 | Return       | Album of the Year | Indicado  | [ 40 ] |